# Eveline Bustros
 (mars 2015).
Si vous disposez d'ouvrages ou d'articles de référence ou si vous connaissez des sites web de qualité traitant du thème abordé ici, merci de compléter l'article en donnant les références utiles à sa vérifiabilité et en les liant à la section « Notes et références ».
Evelyne Bustros, née Evelyne Tuéni à Beyrouth, au Liban (Empire ottoman), le 15 avril 1878, est une femme de lettres et féministe libanaise de langue française.

## Biographie
Evelyne Bustros est issue d'une famille grecque-orthodoxe de la haute société beyrouthine.
Elle est la fille de Gérios Tuéni et Katbé Sursock, et fait ses études en pensionnaire chez les Dames de Nazareth. Puis, en 1899, elle séjourne en France chez son frère Jean, diplomate de la Sublime Porte. En 1900, elle suit des cours de peinture à Paris et visite l’Exposition universelle qui s’y tient. 
Le 9 octobre 1904, elle épouse Gabriel Bustros et donne naissance, un an plus tard, à Fadi, qui demeure son fils unique. Se consacrant à l’éducation de son fils, elle dirige ses études primaires avec des précepteurs à domicile. Les vacances ont lieu dans les propriétés familiales d’Égypte et de Palestine.
Entre 1914 et 1919, les familles Bustros et Tuéni partent pour l’Égypte pour fuir la guerre. Eveline fait ses débuts littéraires dans la revue Ébauche. Elle entreprend des recherches en vue d’un roman historique sur les premières années de l'islam.
Entre 1919 et 1930, après un séjour de quelques mois à Beyrouth, elle s’installe à Paris, pour elle « patrie des lettres et des arts »[réf. nécessaire], afin que son fils y poursuive des études modernes. La famille ne revient au Liban, pendant ces onze années, que pour passer quelques étés entre Aley et Souk el-Gharb. 
En 1926, elle publie à Paris La main d’Allah aux éditions Bossard et en 1929 à Beyrouth Fredons, livre de dialogue pour le rapprochement islamo-chrétien. 
Installée définitivement au Liban, elle entreprend en 1931 des activités socio-culturelles dont la création de Syriban, ainsi que l’organisation du premier Salon de peinture libanaise, au Parlement libanais.
Elle est élue présidente de la Renaissance féminine en 1934 et elle le demeure durant trente-cinq ans. La même année, elle est également élue à la tête de la Société des gens de lettres. Durant cette période, elle publie plusieurs articles et traductions dans la presse libanaise de langue française, notamment la revue Phénicia. Elle fait également des voyages de recherche en vue de répertorier les costumes traditionnels arabes.
Elle préside en 1938 la délégation libanaise au Congrès des Fédérations féminines arabes en Égypte.
En 1938 et 1939, elle participe à l’organisation du pavillon libanais de l’Exposition mondiale de New-York et édite des aquarelles de Georges Cyr représentant les costumes traditionnels libanais.
Pendant la Seconde Guerre mondiale, elle poursuit ses activités au sein du mouvement féministe où elle assume les plus importantes responsabilités. En 1942, elle préside l’Union féminine libanaise arabe, fédération groupant les trente associations féminines reconnues par l’État libanais. Elle continue d’assumer cette fonction, en alternance avec Ibtihaj Kaddoura, jusqu’en 1946, puis de 1949 à 1953.
Le 12 novembre 1943, avec le mouvement féministe, elle est en tête de la marche pour l’indépendance du Liban.
En 1945, elle est membre fondateur du PEN club Libanais. En 1946, elle préside la délégation libanaise au Congrès international des Ligues féminines, à Haïderabad en Inde, et publie l’année suivante dans les Cahiers de l’Est Mission aux Indes, son journal du congrès.
En 1949, elle achève son second roman, Sous la baguette du coudrier, dont elle diffère la publication. Le 24 novembre 1952, elle donne sa conférence Réminiscence au Cénacle libanais, dont elle est le premier membre féminin.
Elle co-fonde avec Anissa Rawda Najjar en 1953 l’Association pour le développement rural, laquelle ouvre des dizaines d’écoles gratuites dans les villages. Elle la préside pendant plus de dix ans.
En 1956, elle publie Évocations, plaquette à la mémoire de Michel Chiha. En 1958, elle publie à Beyrouth (Imprimerie catholique) son roman, Sous la baguette du coudrier.
Avant sa mort, dans une ultime réunion chez elle, la Médaille d’Or du mérite libanais lui est remise en 1971, et le Président du Conseil municipal de la ville de Beyrouth, Amine Beyhum, lui communique la proposition de la municipalité de donner son nom au jardin public qui venait d’être créé à Ramlet al-Baida (en). C’est son vieil ami Takieddine el-Solh, alors Président du Conseil, qui devait, en 1973, inaugurer le jardin et entériner la décision.
Le 26 novembre 1971, Eveline Bustros s’éteint dans la demeure qui l’avait vu naître.